# Na Gandaia
Na Gandaia é o terceiro álbum de estúdio de Vinny, lançado em 1998. Esse disco vendeu mais de 100 mil cópias no Brasil, recebendo da ABPD uma certificação de Disco de Ouro em 2001.
| “ | "Esse disco eu fiz para as pistas de dança e aí ficou bem mais claro pra mim qual é o meu público, que é a galera de 15 a 25 anos. Vocês (os jornalistas) não têm 25 anos, mas, em compensação, se estiverem numa festinha e tocar Heloísa, Mexe a Cadeira e vocês tiverem tomado ‘uns goró’, vão virar meu público também!" | ” |

## Faixas
1. "Shake Boom"
2. "Na Gandaia"
3. "Beijo, sexo, tchau"
4. "Break"
5. "Abre A Roda"
6. "Casa, Comida E Roupa Lavada"
7. "Bob Chaparral"
8. "Fumanchu"
9. "Pitbull's In tha House"
10. "Shake Boom (Cuca's Radio Edit)"
11. "Na Gandaia (Cuca Pop Feeling Mix)"
12. "Abre A Roda (Cuca Open Mix)"
13. "Heloísa, Mexe a Cadeira (Radio Edit)"